# 데이비드 말렛 암스트롱
데이비드 말렛 암스트롱(영어: David Malet Armstrong, 1926년 7월 8일 ∼ 2014년 5월 13일)은 오스트레일리아의 철학자이다.
심리철학·인식론·형이상학 등의 서양철학 분야에 특히 많은 영향을 줬던 호주 출신의 철학자로서, 호주 시드니대학교와 영국 옥스퍼드대학교에서 공부한 뒤, 호주 멜버른대학교에서 박사학위를 받았다. 그는 영국 런던대학교의 버벡칼리지(1954∼1955)와 호주 멜버른대학교(1956∼1963)에서 가르쳤고, 그 후 오랫동안 시드니대학교 철학과의 교수(1964∼1992)로 재직하다가 1993년 이후 최근까지 명예교수(Emeritus Professor)를 지냈다. 그는 ≪Nominalism and Realism≫, ≪A Theory of Universals≫, ≪What is a Law of Nature≫, ≪A World of States of Affairs≫를 비롯한 10여 권의 저서, 그리고 심리철학·인식론·형이상학 등에 관한 100여 편의 논문을 남겼다.